# Tealby
Tealby – wieś w Anglii, w hrabstwie Lincolnshire, w dystrykcie West Lindsey. Leży 27 km na północny wschód od Lincoln i 211 km na północ od Londynu.